# Aérodrome de Saint-Hubert
Het burgervliegveld van Saint Hubert is het hoogstgelegen vliegveld van België, op 563 m. Het nationaal zweefvliegcentrum (CNVV) heeft hier zijn thuisbasis. Er zijn vier landingsbanen: 05, 14, 23, 32. Motorvliegtuigen maken een rechterhand circuit in de lucht en op de grond. Zweefvliegtuigen een linkerhand circuit en landen aan de linkerkant van de landingsbaan. Vlak naast het burgervliegveld ligt het militair vliegveld.